# ふづき美世
ふづき美世（日语：／，7月28日—），前寶塚歌劇團花組主演娘役，暱稱 ，春野壽美禮的第二任搭檔。埼玉縣久喜市人，畢業於東邦第二高等學校，身高159公分。

## 簡介
- 1995年，進入寶塚歌劇團，81期生[8][9]。同期生有真飛聖(前花組主演男役)、大和悠河(前宙組主演男役)、舞風りら(前雪組主演娘役)[8][9][10]。初次登台表演是星組公演『国境のない地図(沒有國境的地圖)』[3][4][5][8][10][11][12]。之後被分到花組[3][4][5][8][10][11][12]。
- 1999年，第一次擔任新人公演女主角，劇目是『夜明けの序曲(黎明的序曲)』[3][4][5][7][9][10][13][14]。翌年陸續擔任『源氏物語 あさきゆめみし(源氏物語)』[3][4][5][7][9][13]、『ルートヴィヒII世(路德維希二世)』新人公演女主角[3][9][13]。
- 2001年，被調去宙組[3][4][5][7][9][10][11][12][14]。
- 2002年，和美羽あさひ一起擔任寶塚Bow Hall、日本青年館公演『エイジ・オブ・イノセンス(純真年代，改編伊迪丝·华顿原作小說)』女主角，也是她第一次擔任東上(東京特別公演)女主角[9][13][14]，同年12月29日再被調回去花組[3][4][5][7][9][10]。
- 2003年2月10日，就任花組主演娘役[3][11][12]，擔任春野壽美禮的第二任搭檔[4][5][6][7][10]。上任後第一部大劇場作品為『野風の笛(野風之笛)』[3][9][15]。
- 2006年2月12日，『落陽のパレルモ(夕陽下的巴勒莫)』『ASIAN WINDS!(亞洲之風)』東京公演結束後，退出寶塚歌劇團[3][4][6][10][11][13]。

## 寶塚歌劇團時期

### 初舞台
- 1995年3-5月 寶塚大劇場 『国境のない地図(沒有國境的地圖)』[3][5][8][12]

### 花組時期
- 1995年6-11月 『エデンの東(伊甸之東，改編約翰·史坦貝克原作小說)』『ダンディズム!(花花公子主義)』[16]
- 1996年1-4月 『花は花なり(繁花似錦)』『ハイペリオン(海伯利昂)』
- 1996年3月 紫吹淳ディナーショー『La Romance』(紫吹淳晚餐秀「羅曼史」)
- 1996年6-8月 寶塚大劇場『ハウ・トゥー・サクシード(一步登天/How to Succeed in Business Without Really Trying，改編同名百老匯音樂劇)』[17]
- 1996年9-10月 『エデンの東(伊甸之東，改編約翰·史坦貝克原作小說)』『ダンディズム!(花花公子主義)』[18]※全國巡迴公演
- 1996年11月 東京寶塚劇場『ハウ・トゥー・サクシード(一步登天/How to Succeed in Business Without Really Trying，改編同名百老匯音樂劇)』[19]
- 1996年12月-1997年1月 寶塚Bow Hall 『香港夜想曲』[9][20]
- 1997年2-6月『失われた楽園(失樂園)』『サザンクロス・レビュー(南十字星)』[21]
- 1997年4月 匠ひびきディナーショー『Pearl Eyes』(匠ひびき晚餐秀「珍珠般的眼眸」)
- 1997年7月 第三回『アキコ・カンダレッスン発表会』(Akiko Kanda舞蹈發表會)[9]
- 1997年8-9月 寶塚大劇場『ザッツ・レビュー(這就是Revue)』
- 1997年10-11月 寶塚Bow Hall『白い朝(白色的早晨，改編山本周五郎原作小說「さぶ」)』飾演:おその[9][22]
- 1997年12月 東京寶塚劇場『ザッツ・レビュー(這就是Revue)』新人公演 飾演:勝子(正式公演:貴柳みどり)
- 1997年12月 東京寶塚劇場『アデュー東京宝塚劇場』(再見東京寶塚劇場特別公演)[9][23]
- 1998年2-3月 日本青年館『白い朝(白色的早晨，改編山本周五郎原作小說「さぶ」)』飾演: おその[24]
- 1998年5-10月『SPEAKEASY(秘密酒吧)』新人公演 飾演:モーリー(茉莉)(正式公演:舞風りら)『スナイパー(狙擊手)』[25]
- 1998年7月『'98宝塚巴里祭』(1998年寶塚巴黎祭)
- 1998年10-11月 寶塚Bow Hall『Endless Love(最終的愛)』[9][26]
- 1999年1-2月 寶塚大劇場 『夜明けの序曲(黎明的序曲)』新人公演 飾演:川上貞奴(正式公演:大鳥れい)[9][13][27]＊第一次擔任新人公演女主角
- 1999年3月 寶塚Bow Hall『冬物語』飾演:十郎太[9][10][28]
- 1999年4-5月 寶塚千日劇場『夜明けの序曲(黎明的序曲)』新人公演 飾演:川上貞奴(正式公演:大鳥れい)[9][13][29]
- 1999年6月 愛知厚生年金會館、日本青年館『Endless Love(最終的愛)』[9][30]
- 1999年8-12月 『タンゴ・アルゼンチーノ(阿根廷探戈)』飾演:サラ(莎拉)『ザ・レビュー'99(Revue99)』[31]
- 2000年2月 中日劇場『タンゴ・アルゼンチーノ(阿根廷探戈)』『ザ・レビューIV(Revue)』[9][32]
- 2000年4-5月 寶塚大劇場 『源氏物語 あさきゆめみし(源氏物語)』飾演:ちい姫(明石姬) 新人公演 飾演：紫之上/藤壺中宮(正式公演:大鳥れい)『ザ・ビューティーズ!(美人們)』[9][13][33]＊擔任新人公演女主角
- 2000年6-7月 腓特烈皇宫剧院『宝塚 雪・月・花(寶塚雪月花)』『サンライズ・タカラヅカ(寶塚曙光)』[9][34]※柏林海外公演
- 2000年7-8月 寶塚千日劇場『源氏物語 あさきゆめみし(源氏物語)』飾演:ちい姫(明石姬) 新人公演 飾演：紫之上/藤壺中宮(正式公演:大鳥れい)『ザ・ビューティーズ!(美人們)』[13][35]
- 2000年9月 寶塚大劇場 TCAスペシャル2000『KING OF REVUE』(寶塚2000年TCA音樂會「Revue之王」)[9][36]
- 2000年9月 伊織直加ディナーショー『LOVE BEAT』(伊織直加晚餐秀「愛之舟)
- 2000年11月-2001年3月『ルートヴィヒII世(路德維希二世)』新人公演 飾演:幻(正式公演:大鳥れい)『Asian Sunrise(亞洲曙光)』[9][13][37]＊擔任新人公演女主角
- 2001年1月 寶塚Bow Hall『花組エンカレッジ・コンサート』(鼓舞人心的音樂會)[9]
- 2001年4-5月 『源氏物語 あさきゆめみし(源氏物語)』飾演:女三の宮(三公主)『ザ・ビューティーズ!(美人們)』[9][38]※全國巡迴公演
- 2001年8月 寶塚Bow Hall『花組-リプライズ-エンカレッジ・コンサート』(Reprise-鼓舞人心的音樂會)[9]
- 2001年7-8月 寶塚大劇場『ミケランジェロ(米開朗基羅)』飾演:アンジェロ5(天使)『VIVA!』[39]

### 宙組時期
- 2001年11月-2002年3月『カステル・ミラージュ(海市蜃樓)』飾演:リリー(莉莉) 新人公演 飾演:ジュリエッタ(茱麗葉塔)(正式公演:陵あきの)『ダンシング・スピリット!(舞動的靈魂)』[40]
- 2002年4-5月 寶塚Bow Hall、日本青年館『エイジ・オブ・イノセンス(純真年代，改編伊迪丝·华顿原作小說)』飾演:エレン・オレンスカ伯爵夫人(艾倫・奧斯卡伯爵夫人)[9][13][14][41]＊寶塚Bow Hall、東上公演雙女主之一
- 2002年6月 東京寶塚劇場 TCAスペシャル2002『DREAM』(寶塚2002年TCA音樂會「夢」)[9][42]
- 2002年7-11月『鳳凰伝(鳳凰傳)』飾演:アデルマ(阿黛瑪)『ザ・ショー・ストッパー(萬眾矚目)』[9][14][43][44]
- 2002年9月 轟悠スペシャルコンサート『Stylish!』(轟悠特別音樂會「時尚!」)[45]
- 2002年12月、轟悠ディナーショー『The way Yu are』(轟悠晚餐秀)[46]

### 花組主演娘役時期
- 2003年3-4月 梅田藝術劇場、TBS赤坂ACT劇場『不滅の棘（とげ）(不滅的荊棘，改編捷克作家Karel Capek原作劇本「The Makropulos Affair」)』飾演:フリーダ・プルス／フリーダ・ムハ (芙烈達·普魯斯/芙烈達·穆哈)[9][47]＊主演娘役披露目
- 2003年5-9月『野風の笛(野風之笛)』飾演:五郎八姬『レヴュー誕生(Revue誕生)』[13][15][48]＊主演娘役大劇場披露目
- 2003年6月 寶塚大劇場 TCAスペシャル2003『ディア・グランド・シアター』(2003年寶塚TCA音樂會「親愛的大劇場」)[9][49][50]
- 2003年10-11月 『琥珀色の雨にぬれて(情浸琥珀色之雨)』飾演:シャロン・カザティ(莎倫・卡薩蒂)『Cocktail(乾杯)』[9][51][52]※全國巡迴公演
- 2004年1-5月『天使の季節(天使的季節)』飾演:マルゲリタ(瑪格麗塔)『アプローズ・タカラヅカ!(為寶塚喝采!)』[13][53][54][55][56][57]
- 2004年5-6月『ジャワの踊り子(爪哇的舞者)』飾演:アルヴィア(阿爾維雅)[58][59]※全國巡迴公演
- 2004年7月 寶塚大劇場 TCAスペシャル2004『タカラヅカ90』(2004年寶塚TCA音樂會「寶塚90年-邁向100年之路」)[60][61]
- 2004年8-11月『La Esperanza（ラ・エスペランサ）(希望莊園)』飾演:ミルバ(蜜爾瓦)『TAKARAZUKA舞夢!(寶塚舞夢)』[12][62][63][64][65]
- 2004年11月 東京寶塚劇場『ベルサイユのばら30(凡爾賽玫瑰30周年紀念公演)』[66]
- 2004年12月-2005年1月 梅田藝術劇場、日本青年館『天の鼓-夢幻とこそなりにけれ-(天之鼓-夢想成真)』飾演:照葉[13][67][68]
- 2005年3-7月『マラケシュ・紅の墓標(馬拉喀什-紅色墓碑)』飾演:オリガ(奧爾嘉)『エンター・ザ・レビュー(加入Revue)』[13][69][70][71]
- 2005年4月 寶塚大劇場 TCAスペシャル2005『Beautiful Melody Beautiful Romance』(2005年寶塚TCA音樂會「美麗的旋律與愛情故事」[72][73]
- 2005年8月 博多座『マラケシュ・紅の墓標(馬拉喀什-紅色墓碑)』飾演:オリガ(奧爾嘉)『エンター・ザ・レビュー(加入Revue)』[74]
- 2005年9月 宝塚ホテル(寶塚飯店) ふづき美世ミュージック・サロン『La vie en rose』(ふづき美世音樂沙龍「玫瑰人生」)[75]
- 2005年12月 寶塚大劇場『花の道 夢の道 永遠の道』(寶塚歌劇雜誌「來自花之道」專欄連載400回紀念特別公演)[76]
- 2005年11月-2006年2月『落陽のパレルモ(夕陽下的巴勒莫)』飾演:アンリエッタ・クラウディア・カヴァーレ(亨麗葉塔・克勞蒂亞・卡瓦爾)『ASIAN WINDS!(亞洲之風)』[77][78][79][80][81][82]＊退團公演

## 外部連結
- 寶塚天空網站ふづき美世訪談節目
- WEBザテレビジョン網站ふづき美世簡介
- 東京都會電視台網站ふづき美世簡介Cafe break ふづき美世，存档于Archive.today（存檔日期 20250427）
- 人物名鑑網站ふづき美世簡介